# Ташелга
Ташелга — река в России, протекает по Новокузнецкому району Кемеровской области.
Устье реки находится в 85 км по правому берегу реки Мрассу. Длина реки составляет 16 км.
В бассейне реки найден минерал ташелгит, названный в честь реки.

## Данные водного реестра
По данным государственного водного реестра России относится к Верхнеобскому бассейновому округу, водохозяйственный участок реки — Томь от истока до города Новокузнецк, без реки Кондома, речной подбассейн реки — Томь. Речной бассейн реки — (Верхняя) Обь до впадения Иртыша.